# Strunius
Strunius es un género extinto de peces de aletas lobuladas del periodo Devónico que vivió en Alemania.
Aunque se trataba de un pez lobulado poseía radios en la aleta ya que estaban más asociados con los peces de aletas radiadas. Sin embargo, su cráneo estaba compuesto por dos mitades de una articulación, un rasgo característico de los peces con aletas lobuladas. Su cráneo también se divide por una articulación profunda, con las dos partes probablemente vinculadas a un músculo para aumentar el poder de la mordedura. Este es el mismo sistema que se ve en los celacantos y en Eusthenopteron.
En comparación con los demás peces lobulados, Strunius tenía la aleta relativamente corta, con un cuerpo rechoncho y medía 1 dm de largo. Estaba cubierto de escamas óseas grandes y redondas, y probablemente se alimentaba de otros peces.